# North Melbourne Football Club
Dernière mise à jour : 29 mars 2023.
Le North Melbourne Football Club est un club de football australien qui évolue en AFL (masculin) et AFLW (féminin), les uniques championnats professionnels et nationaux du sport. Ses équipes réserves évoluent en VFL et VFLW. Le club est situé à North Melbourne, un quartier au nord-ouest du centre de la ville de Melbourne, Victoria.
Fondé en 1869, il se base depuis 1882 au Arden Street Oval. Ce stade historique, comme tous les autres des équipes melbourniennes, a été relégué dans les années 1980 à un terrain d'entraînement après que le club a commencé à jouer ses matchs aux plus grands stades au centre de la ville. Le football de haut niveau est pourtant retourné à Arden Street depuis cette époque, avec la création de la AFLW, et l'introduction du NMFC en 2019. L'équipe masculine joue aujourd'hui ses matchs domiciles au Docklands Stadium, près du quartier de North Melbourne.

## Histoire

### Avant 1925
Le North Melbourne Football Club fut créé en 1869 et ses premières rencontres se déroula au Royal Park. En 1877, le club participe au début de la Victorian Football Association (VFA), première championnat de ce qui était alors la colonie de Victoria. Il y resta jusqu'à 1925, quand il accède enfin à la Victorian Football League (VFL).
Il s'installe au siege traditionnel du club, le Arden Street Oval, en 1882. 

### Premiers pas dans la VFL
Bien que les Shinboners ont connu du succès dans l'association, il était difficile à trouver une fois dans la ligue. Après des belles saisons à la fin des années 1940, le club atteint pour la première fois la Grande Finale de la ligue en 1950, 25 ans après son introduction. Cependant, il s'incline face à son rival, le Essendon Football Club. Il faudrait attendre encore un quart de siècle avant que les Kangourous voit un autre final.

### Une décennie glorieuse
Pendant les années 1970, le NMFC fut, avec le Hawthorn FC, une des équipes dominantes. En 1973, ailier légendaire Keith Greig remporta la medaille Brownlow, le plus haut palmarès individuel dans le sport. La saison prochaine, Greig répète cet exploit, et North dispute la première de quatre finales de suite, entre 1974 et 1978, dont il en remporte deux.

## Noms et identité
On réfère le plus souvent au club tout simplement comme North.
Le NMFC est officiellement surnommé The Kangaroos depuis les années 1950, mais un surnom historique qui persiste est The Shinboners (« ceux du tibia », « les tibieurs »). On ignore les origines précises du nom mais il existe probablement grâce au passé de North Melbourne comme quartier d'abattoirs. C'est de ce nom qu'on dérive le terme Shinboner Spirit, qu'on évoque pour parler de l'esprit travailleur des joueurs et des supporteurs.

## Couleurs et maillot
Les couleurs du club sont bleu roi et blanc. Depuis très tôt dans l'histoire de North Melbourne, ses couleurs se déclinent sur le maillot en rayures.  
Traditionnellement, les numéros dorsaux sont noirs, et le col, ainsi que les manchettes, sont bleus. Depuis les années 1970, le dos du maillot est majoritairement blanc, avec des rayures jusqu'au milieu, laissant un espace pour les numéros. Les rayures des manches longues sont 'horizontales' (c'est-à-dire qu'elles suivent le tour du bras) ce qui est typique des maillots de football australien, contrairement au football association, où les rayures suivent typiquement la même direction sur les manches que sur le torse. 
Entre le début du club en VFL, en 1925, et 1932, l'équipe portait un maillot bleu avec un V blanc, pour ne pas se confondre visuellement avec d'autres équipes de la ligue. Mais pour la saison 1933 les maillots rayés sont restaurés, et le NMFC les porte depuis cette date. 
Jusqu'aux années 1970, le club combinait son maillot avec des shorts noir, selon la coutume de l'époque, et des chaussettes aux rayures horizontales. Depuis, les joueurs portent des shorts et chaussettes entièrement bleus. 

## Palmarès
Le NMFC a gagné à quatre reprises la AFL/VFL, en 1975, 1977, 1996 et 1999.